# إغناثيو لوبيز دي أيالا
إغناثيو لوبيز دي أيالا (بالإسبانية: Ignacio López de Ayala) هو كاتب وفيلسوف وعالم فلك ومؤرخ وشاعر إسباني، ولد في 1745 في قادس في إسبانيا، وتوفي في 24 أبريل 1789.